# Happy Meal
Happy Meal je dětský pokrm prodávaný v restauracích rychlého občerstvení McDonald's. Do prodeje poprvé vešel v roce 1979.
Prodává se v červené papírové krabici se žlutým úsměvem a logem společnosti McDonald's. Prodává se jako kombinace hlavního pokrmu (Hamburger, Cheeseburger, Chicken McNuggets či Snack Wrap), vedlejšího pokrmu (hranolky, salát, v některých zemích také například jogurt či krájené jablko) a nápoje (typicky džus, Coca-Cola, voda, v některých zemích například také mléko). Kromě různých pokrmů obsahuje také hračku či podobný předmět určený dětem.